# Semens
Semens är en kommun i departementet Gironde i regionen Nouvelle-Aquitaine i sydvästra Frankrike. Kommunen ligger i kantonen Saint-Macaire som tillhör arrondissementet Langon. År 2022 hade Semens 216 invånare.

## Befolkningsutveckling
Antalet invånare i kommunen Semens
Referens:INSEE